# Nyctiophylax africanus
Nyctiophylax africanus är en nattsländeart som beskrevs av Douglas E. Kimmins 1957. Nyctiophylax africanus ingår i släktet Nyctiophylax och familjen fångstnätnattsländor. Inga underarter finns listade i Catalogue of Life.